# Der Weg von Sonne und Wind
Der Weg von Sonne und Wind (jap. 魔法遣いに大切なこと 太陽と風の坂道 Mahō Tsukai ni Taisetsu na Koto: Taiyō to Kaze no Sakamichi) ist eine Manga-Serie des japanischen Zeichners Kumichi Yoshizuki nach einer Geschichte von Norie Yamada. Der Manga, der erstmals 2004 erschien und circa 800 Seiten umfasst, ist ein Nachfolger von Someday’s Dreamers (Mahō Tsukai ni Taisetsu na Koto) und Vorgänger von Mahō Tsukai ni Taisetsu na Koto – Natsu no Sora und richtet sich vorwiegend an ein männliches Publikum.

## Handlung
Die junge Nami Matsuo hat noch keine Pläne für ihre Zukunft. Sie ist gerade im letzten Jahr an der Oberschule und muss sich entscheiden, was sie später in ihrem Leben machen möchte. Sie wurde als Zauberin geboren, da sie jedoch kein Talent für die Magie hat, hasst sie die Zauberei und möchte am liebsten nichts mehr mit ihr zu tun haben. Ihr Vater sieht dies jedoch anders und fordert sie immer wieder auf, nach ihrem Abschluss Zauberin zu werden. Wer nach seinem neunzehnten Geburtstag noch keine Ausbildung als Magier begonnen hat, muss der Zauberei abschwören und darf seine Fähigkeiten den Rest seines Lebens nicht mehr anwenden.
Als Nami ihrem Hobby, dem Fotografieren, nachgeht, begegnet sie einem Motorradfahrer, der in ihre Richtung rast und dem sie daraufhin ausweicht. Er baut einen Unfall und gibt ihr die Schuld. Nami versucht, den Schaden des Motorrades mit Magie wieder zu beheben, was allerdings schiefgeht.
Am nächsten Schultag, wird sie von ihrer Klasse zur neuen Klassensprecherin gewählt, was im letzten Jahr eigentlich niemand werden will, da man durch diese Aufgabe weniger Zeit für die Prüfungen hat und sich zusätzlichen schulischen Aktivitäten widmen muss.
Am nächsten Tag beginnt der Unterricht damit, dass der Lehrer der ganzen Klasse mitteilt, dass ein neuer Schüler in ihre Klasse kommt. Nami erkennt in ihm, Ryutaro Tominaga, den Motorradfahrer. Als Ryutaro fotografiert wird, rastet er aus und wird sogar gewalttätig.

## Veröffentlichungen
Der Weg von Sonne und Wind erschien in Japan von Januar 2004 bis März 2006 kapitelweise im Manga-Magazin Dragon Age, in dem zur selben Zeit unter anderem auch Yuna Kagezakis Cheeky Vampire veröffentlicht wurde. Der Kadokawa-Shoten-Verlag brachte die im Magazin herausgebrachten Einzelkapitel auch in fünf Sammelbänden heraus.
Der Manga wird ins Deutsche und Englische übersetzt. Während er in Nordamerika von Tokyopop veröffentlicht wird, publizierte Panini Comics die fünf Sammelbände in Deutschland von September 2005 bis Oktober 2006.